# چارلز کولز
چارلز کولز (انگلیسی: Charles Coles؛ ۲ آوریل ۱۹۱۱ – ۱۲ نوامبر ۱۹۹۲) بازیگر، تپ دنس اهل ایالات متحده آمریکا بود. وی بین سال‌های ۱۹۴۰ تا ۱۹۹۲ میلادی فعالیت می‌کرد.
وی همچنین برندهٔ جوایزی همچون نشان ملی هنر شده‌است.